# Starburststelsel
Een Starburststelsel is een sterrenstelsel waarin, in vergelijking tot de gebruikelijke mate waarin in sterrenstelsels de formatie van sterren wordt waargenomen, een uitzonderlijk grote hoeveelheid stervorming plaatsvindt (uitgedrukt in zonnemassa's per jaar). Er wordt een toename in de sterformatie waargenomen na een botsing tussen twee sterrenstelsels of wanneer zij elkaar rakelings passeren. De snelheid waarmee sterren worden geformeerd is zo groot in deze sterrenstelsels, dat als die snelheid behouden zou blijven, de gasvoorraad waaruit sterren worden gevormd in een veel kortere tijdsspanne zou worden verbruikt dan de leeftijd van het sterrenstelsel. Om die reden wordt aangenomen dat een starburst een tijdelijk fenomeen is.
Voorbeelden van deze stelsels zijn het Sigaarstelsel en het Antennestelsel. Het Sigaarstelsel M82 is het gevolg van een relatief dichte nadering van M82 tot het naburige stelsel M81, zo'n 100 miljoen jaar geleden. Het Antennestelsel NGC 4038 en NGC 4039 is een paar van interagerende spiraalstelsels.

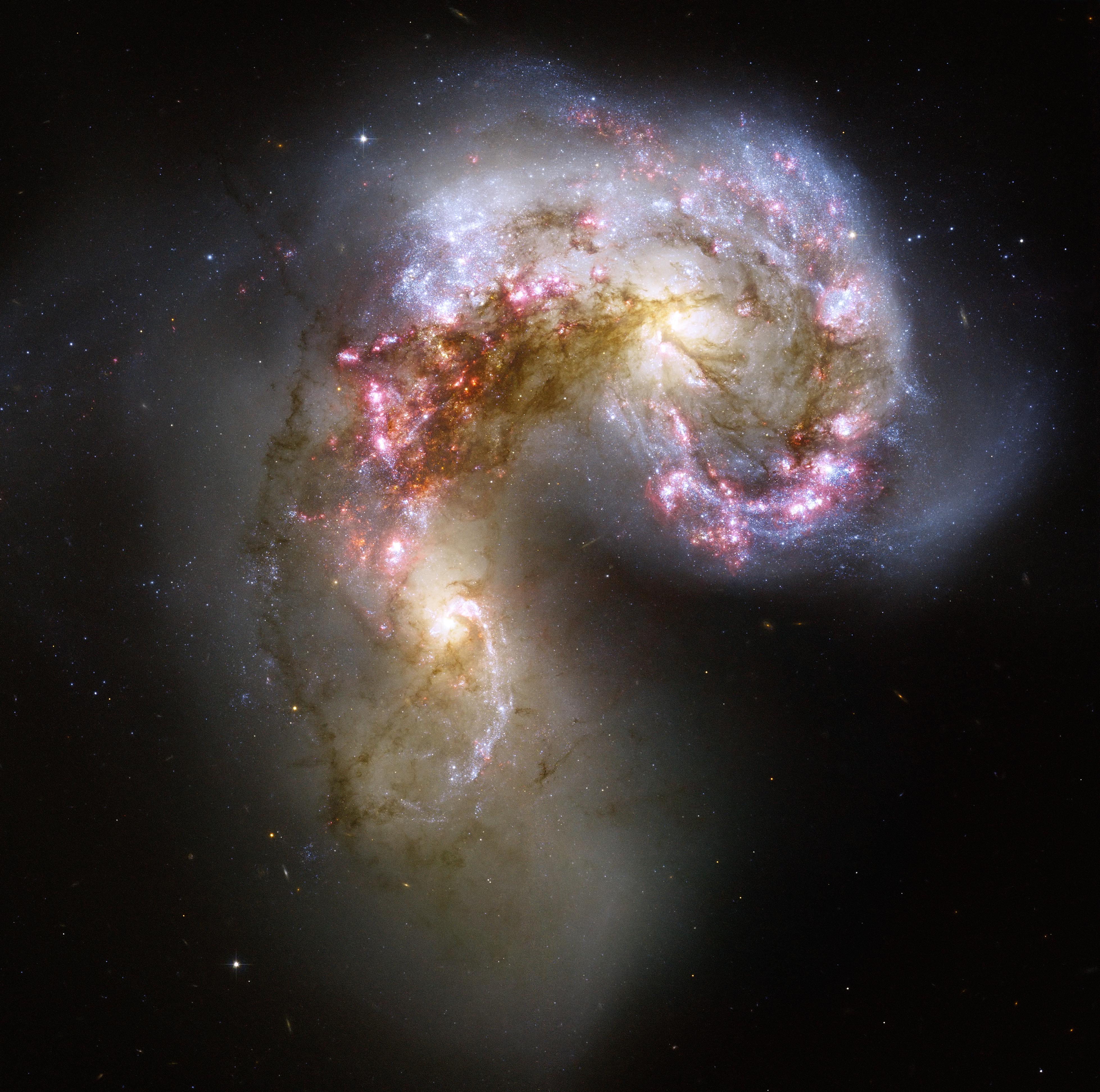
Antennestelsel
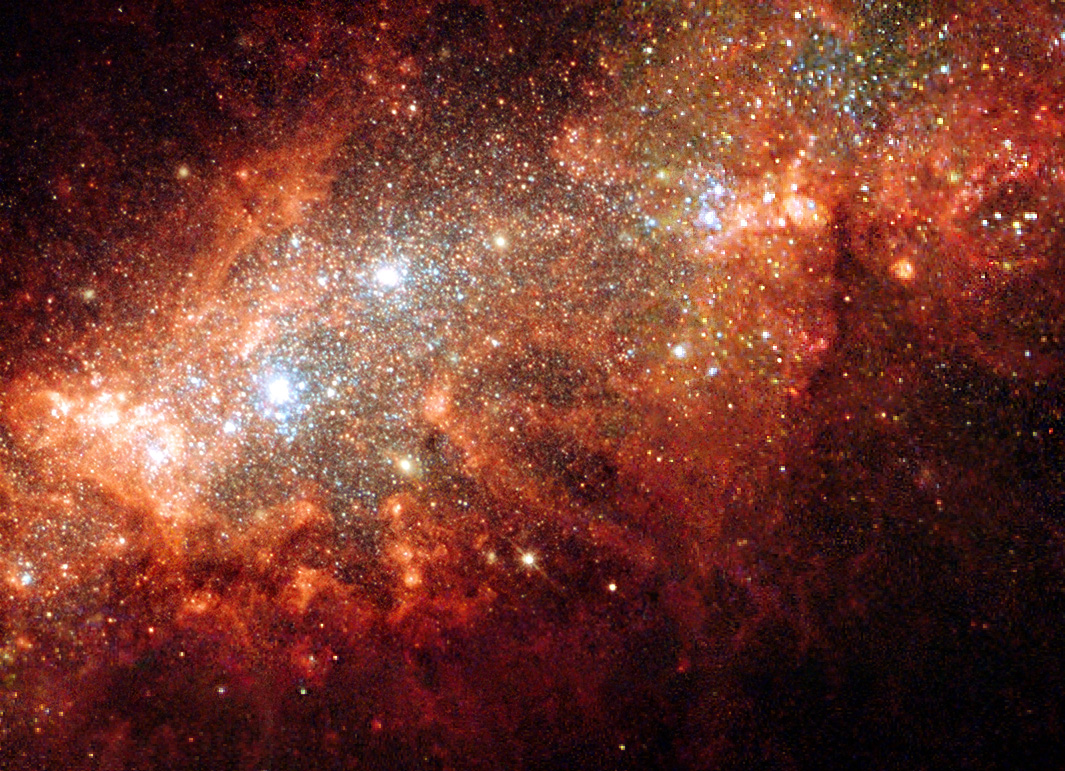
Starburstactiviteit in de centrale regio van NGC 1569, genomen door de Hubble Space Telescope.
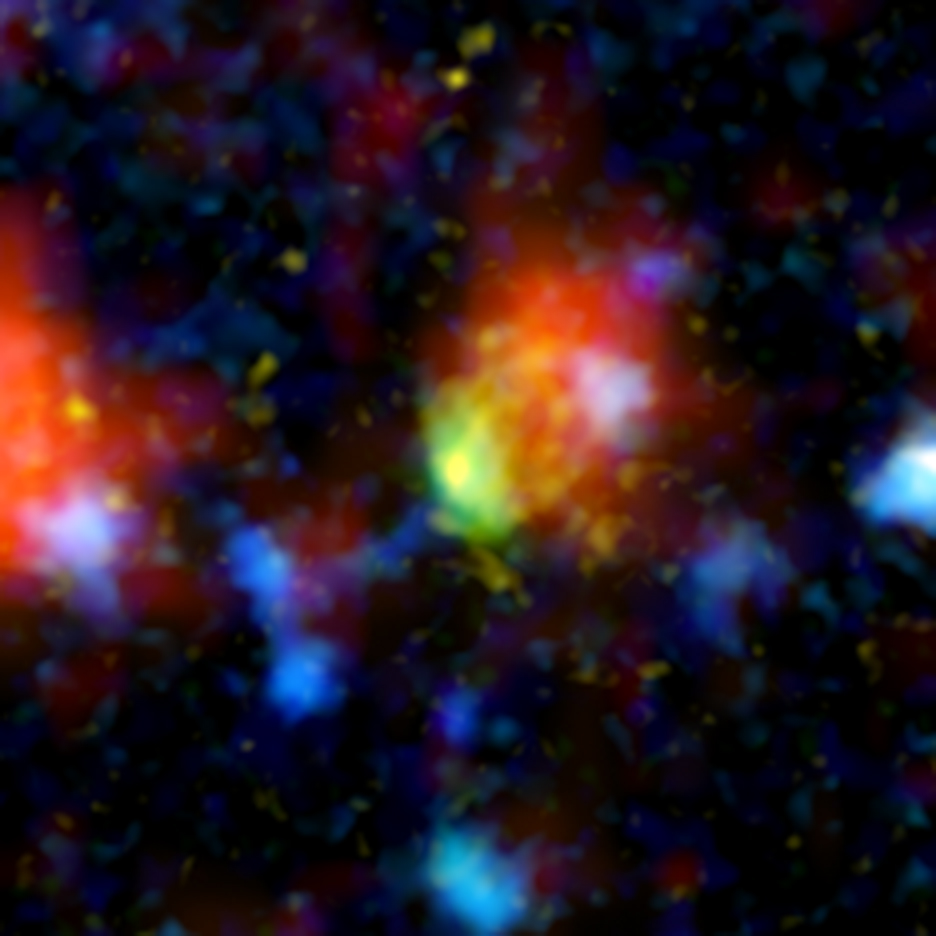
Op 12,2 miljard lichtjaar creëert het Baby Boom Sterrenstelsel rond de 4.000 sterren per jaar.

## Definities
Hoewel er verschillende definities bestaan voor starburststelsel, bestaat er geen definitie waar alle astronomen het over eens zijn. In het algemeen kan worden gesteld dat de definitie te maken heeft met deze drie factoren:
1. de snelheid waarmee in een gegeven sterrenstelsel sterren uit gas worden gevormd,
2. de hoeveelheid aanwezig gas waaruit sterren kunnen worden gevormd en
3. de vergelijking tussen de tijd waarin de sterren worden gevormd met de leeftijd of rotatieperiode van een sterrenstelsel.

Door continue stervorming met de huidige snelheid moet de hoeveelheid aanwezig gas in een sterrenstelsel veel sneller uitputten dan de Hubbletijd, de leeftijd van het universum, en dan de dynamische tijdschaal van het sterrenstelsel, bijvoorbeeld één rotatieperiode van een schijfvormig sterrenstelsel. De huidige snelheid van stervorming gedeeld door de gemiddelde snelheid heet de geboortesnelheidparameter.

## Veroorzakers
Om een starburst te doen laten gebeuren is het noodzakelijk een grote hoeveelheid koud moleculair gas in een kleine hoeveelheid te concentreren. Van deze concentraties en perturbaties wordt gedacht dat zij de veroorzakers zijn van het starburstfenomeen in grote sterrenstelsel die samensmelten, ondanks dat het exacte mechanisme nog niet volledig wordt begrepen.
Observatieve onderzoeken hebben sinds lange tijd laten zien dat er regelmatig een uitbarsting plaatsvindt van schijfvormige sterrenvorming tussen sterrenstelsel, die op elkaar in werken. Er wordt thans ook aangenomen dat de kracht tussen dichtbijzijnde sterrenstelsels die niet daadwerkelijk versmelten toch instabiele rotatiemodi kunnen veroorzaken. Deze instabiliteit kan ervoor zorgen dat zich gas in de kern van een sterrenstelsel concentreert, waardoor uitspattingen van stervorming dicht bij de kern plaatsvinden.